# Studentersamfundet
För andra betydelser, se Studentersamfundet (olika betydelser).
Studentersamfundet i Köpenhamn bildades 1882 av en minoritet medlemmar som lämnade den 1820 grundade Studenterforeningen. Studentersamfundet hade en radikal prägel medan Studenterforeningen var nationalliberal. Bland samfundets medlemmar märks Victorinus Pingel (ordförande 1881–1884), Herman Trier (ordförande 1884–1889), Ivar Berendsen (ordförande 1898–1901 och 1907–1908), Kristian Sindballe (ordförande 1910–1911), Vilhelm Lassen, Niels Neergaard, Erik Skram, Villads Christensen, Erna Juel-Hansen och Ove Rode.
Med åren miste samfundet sin dragningskraft på de unga studenterna och fick allt färre nya medlemmar, varför man 1912 fick lämna sin lokal i "Studenter-huset" mitt emot Vor Frue kirke. Verksamheten upphörde 1915, men samfundet återuppstod igen 1921.
Studentersamfundets varaktiga betydelse består i de institutioner, som det redan tidigt skapade. Där ingick rättshjälp för obemedlade, gratis undervisning av arbetare, populärvetenskapliga småskrifter (91 skrifter 1885–1898), museiutskott för vägledning vid besök i de offentliga samlingarna, arbetarkonserter (1897) och söndagsskolor utan religionsundervisning.